# Impatiens rubrostriata
Impatiens rubrostriata är en balsaminväxtart som beskrevs av Joseph Dalton Hooker. Impatiens rubrostriata ingår i släktet balsaminer, och familjen balsaminväxter. Inga underarter finns listade i Catalogue of Life.